# 1922 en science-fiction
| Années de la science-fiction : 1919 - 1920 - 1921 - 1922 - 1923 - 1924 - 1925    |
| Décennies de la science-fiction : 1890 - 1900 - 1910 - 1920 - 1930 - 1940 - 1950 |

L'année 1922 est marquée, en matière de science-fiction, par les événements suivants.

## Naissances et décès

### Naissances
- 16 avril : John Christopher, écrivain britannique, mort en 2012.
- 22 mai : Bob Leman, écrivain américain, mort en 2006.
- 24 mai : Gokulananda Mahapatra, écrivain indien, mort en 2013.
- 30 mai : Hal Clement, écrivain américain, mort en 2003.
- 25 juillet : Evelyn E. Smith, romancière américaine, morte en 2000.
- 19 septembre : Damon Knight, écrivain américain, mort en 2002.
- 11 novembre : Kurt Vonnegut, écrivain américain, mort en 2007.

## Prix
La plupart des prix littéraires de science-fiction actuellement connus n'existaient alors pas.

## Parutions littéraires

### Romans
- Die Macht der Drei (de) par Hans Dominik.

## Sorties audiovisuelles

### Films
- Docteur Mabuse le joueur par Fritz Lang.